# Daudeth Azevedo
Daudeth Azevedo, mais conhecido como Neco (Rio de Janeiro, 23 de Setembro de 1932 — Rio de Janeiro, Agosto de 2009), foi um instrumentista e arranjador brasileiro. 

## Carreira
Autodidata, tocava violão, cavaquinho, violão de 7 cordas, viola, banjo e guitarra, além de atuar por mais de quatro décadas como músico de estúdio no Rio de Janeiro. Sua estréia em gravações ocorreu em 1957, num 78 rotações lançado pelo maestro Ruy Rei.
Estudou harmonia com os maestros Guerra Peixe e Moacir Santos.
Participou de shows e gravações de mais de 500 álbuns de vários artistas da Música Popular Brasileira como Miltinho, Roberto Carlos, Elis Regina, Wanderléa, Johnny Alf, Tito Madi, Tania Maria, Beth Carvalho, Luiz Gonzaga, Antonio Carlos e Jocafi, Maria Creuza, Tim Maia, Taiguara, Milton Nascimento, Raul Seixas, Fagner, Candeia, Clara Nunes, Ademilde Fonseca, João Bosco, MPB-4, Monarco, Chico Buarque, Francis Hime, Gonzaguinha, Dominguinhos, Jards Macalé, Elza Soares, Alcione, Quarteto em Cy, Elizeth Cardoso, Cartola, Wilson Simonal, Maria Bethânia, Dona Ivone Lara, Caetano Veloso, Martinho da Vila, Ivan Lins, João Nogueira, Roberto Ribeiro, Nelson Gonçalves, Luiz Melodia, Simone, e muitos outros.   
Foi integrante do grupo Os Ipanemas, juntamente com Astor Silva (Arranjos e Trombone), Rubens Bassini (Percussão), Wilson das Neves (Bateria) e Luiz Marinho (Contrabaixo), lançando Os Ipanemas em 1966 pela CBS, relançado vinte nove anos depois, pelo selo Mr. Bongo. A volta se deu em 2001, com o lançamento de O Retorno dos Ipanemas, seguido de Afro Bossa (2003), Samba é O Nosso Presente (2006) e Call of the Gods (2008), todos estes álbuns lançados pelo selo britânico Far Out Records. Desta vez o grupo já não contava com Astor e Bassini, mas tinha a colaboração de Ivan Mamão Conti (baterista do Azymuth), Jorge Helder (Contrabaixo), Zizinho e Dom Chacal (Percussões). Neco também foi membro da Banda Veneno, de Erlon Chaves; Os Catedráticos, de Eumir Deodato, e Os Gatos, de Durval Ferreira. Teve a oportunidade de tocar com músicos como Luiz Bonfá, Bola Sete, Tenório Júnior, Luiz Eça, Dino 7 Cordas, Codó, Geraldo Vespar, Raphael Rabello, Jacob do Bandolim, Raul de Barros, Zé Menezes, Paulo Moura, K-Ximbinho, Zé Bodega, Dom Salvador, Joel Nascimento, Aurino, Wagner Tiso, entre outros músicos. Além disso, atuou em sessões de arranjadores como Lindolfo Gaya, Radamés Gnatalli, Lyrio Panicalli, Orlando Silveira, Léo Peracchi, Nelsinho, Waltel Branco, Severino Araújo, J T Meirelles, Maestro Gallo e José Roberto Bertrami.  
Gravou 4 discos solo, sendo que apenas um foi relançado em CD no ano 2003, pela EMI: ‘’Velvet Bossa Nova’’ de 1966.

## Morte
Neco faleceu em seu apartamento, no bairro da Tijuca, em Agosto de 2009. No ano seguinte, foi homenageado pelo amigo e parceiro Wilson das Neves e demais integrantes dos Ipanemas, com o lançamento do CD Que Beleza, lançado pela Far Out Records. Este álbum foi um tributo ao músico e ex-integrante do grupo que fora substituído por José Carlos (Guitarra e violão). O disco teve como novidades, além de José Carlos, a presença de Vittor Santos (Trombone), Thiago Gin (percussão), e a participação especial da cantora Aurea Martins.

## Discografia

### Solo
- Coquetel Bossa Nova - 1964 CBS LP
- Velvet Bossa Nova - 1966 London/Odeon LP (2003 EMI CD)
- Samba e Violão - 1967 London/Odeon LP
- Samba e Violão N° 2 - 1968 London/Odeon LP

### Os Ipanemas
- Os Ipanemas - 1963 CBS LP (1995 Mr. Bongo CD)
- O Retorno dos Ipanemas - 2001 Far Out Records CD
- Afro Bossa - 2003 Far Out Records CD
- Samba é o Nosso Presente - 2006 Far Out Records CD
- Call of The Gods - 2008 Far Out Records CD

### Os Catedráticos
- Tremendão - 1964 Equipe LP (1998 Ubatuqui CD)
- Impulso - 1964 Equipe LP (1998 Ubatuqui CD)
- Ataque - 1965 Equipe LP

### Os Gatos
- Aquele Som dos Gatos - 1966 Philips LP (1998 Polygram CD)

### Banda Veneno
- Erlon Chaves e Banda Veneno Internacional Vol. 4 - 1974 Fontana/Phonogram LP
- Erlon Chaves e Banda Veneno Internacional Vol. 5 - 1974 Fontana/Phonogram LP